# Arlahalli, Gangawati
Arlahalli là một làng thuộc tehsil Gangawati, huyện Koppal, bang Karnataka, Ấn Độ.